# Mike Schank
Mikel Joseph „Mike“ Schank (* 3. August 1969 in Milwaukee, Wisconsin; † 13. Oktober 2022 ebenda) war ein US-amerikanischer Musiker und Schauspieler. Einige Quellen geben als Geburtsjahr 1966 an.

## Leben
Schank wurde in Milwaukee im US-Bundesstaat Wisconsin geboren. Bereits im Alter von sechs Jahren erlernte er das Gitarrenspiel.
Als ehemaliger Alkoholiker und Drogenabhängiger war Schank Mitglied des Milwaukee Alano Club, einer lokalen Nüchternheits- und Genesungsgruppe, vergleichbar mit der Selbsthilfegruppe der Anonymen Alkoholiker (AA). Schank teilte seine „Nüchternheitsmeilensteine“ regelmäßig in den Sozialen Medien und feierte im August 2022 seinen „27 Jahre Sauber und Nüchtern“- Geburtstag.
Im Juni 2022 teilte Schank auf Facebook mit: „Vor kurzem wurde bei mir eine seltene Art von Krebs diagnostiziert. Er begann in meiner Speiseröhre und breitete sich auf meine Leber, meine Lunge und [auf] eine Reihe anderer Stellen in meinem Körper aus. Er ist im vierten Stadium und kann nicht geheilt werden, aber man wird versuchen, ihn mit Bestrahlung und Chemotherapie in den Griff zu bekommen.“ Jackie Bogenberger, ein Mitglied des Milwaukee Alano Club, erzählte: „Eines der letzten Dinge, die Mike zu mir sagte, war: ‘Hey Jackie, ich habe Mitleid mit Kindern, die Krebs haben. Sie sollten das nie [durchmachen] müssen.’“
Er lebte mit seiner Frau Kate in der East Side von Milwaukee; das Paar trennte sich später. Mike Schank verstarb laut Milwaukee Record im Alter von 53 Jahren an den Folgen seiner Krebserkrankung in den Armen seiner Mutter. Nach seinem Tod erinnerten sich viele Prominente an Schank und zollten ihm Respekt, darunter Mark Borchardt, Mark Duplass, Patton Oswalt, Taika Waititi, Rainn Wilson, Elijah Wood und Edgar Wright. Zu Ehren von Schank fand im November 2022 im Milwaukee Alano Club eine Veranstaltung zur Feier seines Lebens statt; Schank war bis zu seinem Tod in der Organisation aktiv.

## Karriere
Schank ist vor allem durch seinen Auftritt in American Movie bekannt, einem US-amerikanischen Dokumentarfilm aus dem Jahr 1999 über die Entstehung des Horrorkurzfilms Coven. In dem Dokumentarfilm wird Schank als Kindheitsfreund des unabhängigen Filmemachers Mark Borchardt vorgestellt, Regisseur des Independent-Films Coven. Schank wird als Schauspieler und Produktionshelfer von Coven gezeigt; außerdem wird gezeigt, wie er mit verbundenen Augen Gitarre spielt. Die Filmmusik für American Movie stammte ebenfalls von Schank. In dem Film erzählt Schank, dass er einmal fast an einer Phencyclidin-Überdosis gestorben wäre und wird auch beim Kauf von Rubbellosen gezeigt: „Wenn man Lotto spielt, gewinnt man manchmal und manchmal verliert man. Aber es ist besser als Drogen oder Alkohol zu nehmen, denn wenn man Drogen und Alkohol nimmt, vor allem Drogen, verliert man immer.“
American Movie war ein großer Erfolg bei den Kritikern. Der Film wurde 1999 auf dem Sundance Film Festival uraufgeführt und gewann den „Großen Preis der Jury für Dokumentarfilm“. Betsy Sherman vom Boston Globe nannte Schank „the movie’s inadvertent scene-stealer“ (dt. den unfreiwillige Szenendieb des Films); Drake Bentley und Piet Levy vom Milwaukee Journal Sentinel schrieben rückblickend, dass Schanks „deadpan humor and quiet sweetness […] made him a beloved, unforgettable figure“ (dt. sein trockener Humor und seine ruhige liebenswerte Art […] machten ihn zu einer beliebten, unvergesslichen Figur).
Schank und Borchardt nahmen regelmäßig an Vorführungen des Dokumentarfilms teil – zusammen mit dem Regisseur Chris Smith und der Koproduzentin Sarah Price – und wurden so zu kleinen Berühmtheiten auf Filmfestivals. Am 11. März 2001 feierte der von Price inszenierte Dokumentarfilm Caesar’s Park auf dem South by Southwest (SXSW) in Austin, Texas, seine Premiere. Auf einer Feier am Abend der Premiere im Club Deville, bei der auch Price und Smith anwesend waren, trat Schank mit Liedern von Black Sabbath und Metallica auf, während Borchardt sich mit den Fans beschäftigte.
Auf der DVD-Veröffentlichung von American Movie sowie auf einer Website, die zur Förderung des Films eingerichtet wurde, war Schanks private Telefonnummer angegeben, damit ihn Fans aus aller Welt anrufen konnten. Zu namhaften Anrufern der „The Mike Line“ gehörten unter anderem der Filmemacher Edgar Wright, die Schauspieler Simon Pegg und Nick Frost sowie die Musiker Steve Vai, Jason Newsted und Angus Young. An der Seite von Borchardt trat Schank unter anderem in der Late Show with David Letterman auf, wo er eines seiner musikalischen Vorbilder, Gene Simmons von der Band Kiss, kennenlernte. Schank und Borchardt traten 2003 auch in einer Folge der neuen Tom Green Show auf und hatten im Jahr 2006 Cameo-Auftritte in Family Guy und Greg the Bunny. In einem Radiointerview aus dem Jahr 2012 erklärte Schank, dass er und Borchardt auch nach der Veröffentlichung von American Movie in engem Kontakt blieben und jeden Tag miteinander sprachen.
Schank spielte in dem Segment „Nonfiction“ des Films Storytelling aus dem Jahr 2001 mit, als Kameramann eines unglücklichen Dokumentarfilmers namens Toby Oxman, gespielt von Paul Giamatti. Er hatte auch Rollen in dem Film Modus Operandi von 2009 und dem Film Hamlet A.D.D. von 2014. 2009 spielte Schank auch in einem Werbespot für die italienische Pfefferminzmarke Golia.
Außerhalb seiner Film- und Fernsehauftritte nahm er als Musiker die selbstproduzierten Alben Songs I Know (2000), Classical Songs I Know (2008) und Dreams I Know (2009) auf. Auf Dreams I Know erinnert sich Schank an Details aus Träumen, die er in einem Tagebuch notiert hatte, und spielt dazu akustische Gitarre.

## Filmografie (Auswahl)
- 1999: American Movie (Dokumentarfilm)
- 2000: Coven (Kurzfilm)
- 2001: Storytelling
- 2002: Britney, Baby, One More Time
- 2006: Family Guy (Fernsehserie)
- 2008: Collecting Canada (Kurzfilm)
- 2008: Leslie Hall’s Zombie Killer – Featuring Elvira (Musikvideo)
- 2009: Modus Operandi
- 2010: Small Change
- 2010: Slaughter Weekend
- 2014: Hamlet A.D.D.
- 2018: Through the Eye Root (Kurzfilm)
- Snapshot (Postproduktion)